# كريستوفر جاي كوين
كريستوفر جاي كوين (بالإنجليزية: Christopher J. Coyne)‏ هو كاهن كاثوليكي أمريكي، ولد في 17 يونيو 1958 في ووبرن في الولايات المتحدة.

## وصلات خارجية
- الموقع الرسمي